# Mayra Aguiar

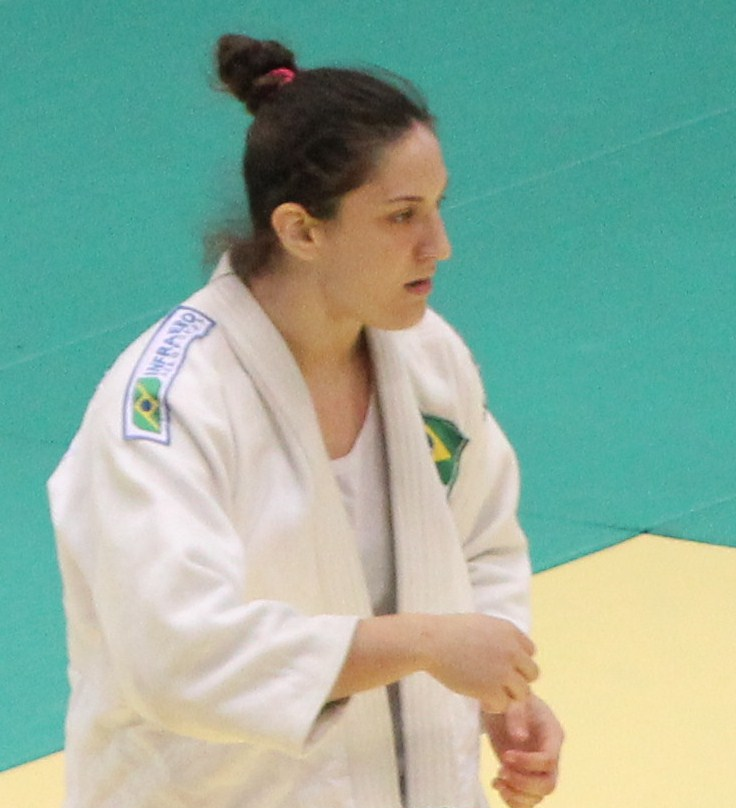
Mayra Aguiar bei den Weltmeisterschaften 2010

Mayra Aguiar da Silva (* 3. August 1991 in Porto Alegre) ist eine brasilianische Judoka. Sie war Olympiadritte 2012, 2016 und 2020 sowie Weltmeisterin 2014, 2017 und 2022.

## Sportliche Karriere
Mayra Aguiar war 2006 brasilianische Meisterin im Mittelgewicht, der Gewichtsklasse bis 70 Kilogramm. Im gleichen Jahr gewann sie Bronze bei den U20-Weltmeisterschaften. Im Mai 2007 erreichte sie das Finale bei den Panamerikanischen Meisterschaften und verlor gegen die Kolumbianerin Yuri Alvear. Zwei Monate später bei den Panamerikanischen Spielen in Rio de Janeiro unterlag sie im Finale der US-Judoka Ronda Rousey. 2008 siegte Aguiar bei den Panamerikanischen Meisterschaften. Bei den Olympischen Spielen 2008 in Peking verlor sie ihren ersten Kampf gegen die Spanierin Leire Iglesias. Im Oktober 2008 belegte sie den zweiten Platz bei den U20-Weltmeisterschaften.
2009 stieg die 1,77 m große Mayra Aguiar ins Halbschwergewicht (bis 78 Kilogramm) auf. Bei den U20-Weltmeisterschaften erkämpfte sie eine Bronzemedaille. 2010 siegte sie bei den Panamerikanischen Meisterschaften. Bei den Judo-Weltmeisterschaften 2010 in Tokio siegte sie im Halbfinale gegen die Deutsche Heide Wollert, im Finale verlor sie gegen die US-Judoka Kayla Harrison. Anderthalb Monate danach siegte sie bei den U20-Weltmeisterschaften in Agadir. 2011 erkämpfte sie hinter Kayla Harrison die Silbermedaille bei den Panamerikanischen Meisterschaften. Bei den Judo-Weltmeisterschaften 2011 in Paris unterlag sie im Halbfinale der Japanerin Akari Ogata, im Kampf um Bronze gewann Aguiar gegen Heide Wollert. Zwei Monate später verlor sie im Viertelfinale der Panamerikanischen Spiele in Guadalajara gegen Kayla Harrison, kämpfte sich aber zur Bronzemedaille durch.
2012 gewann Aguiar die Panamerikanischen Meisterschaften gegen die Kubanerin Yalennis Castillo. Bei den Olympischen Spielen 2012 in London unterlag sie im Halbfinale gegen Kayla Harrison, nach einem Sieg über Marhinde Verkerk aus den Niederlanden erhielt die Brasilianerin die Bronzemedaille. 2013 siegte sie im Finale der Panamerikanischen Meisterschaften gegen die Kanadierin Catherine Roberge. Bei den Judo-Weltmeisterschaften 2013 in Rio de Janeiro verlor sie im Viertelfinale gegen Marhinde Verkerk, im Kampf um Bronze gewann sie gegen Catherine Roberge. Im Jahr darauf siegte sie bei den Judo-Weltmeisterschaften 2014 in Tscheljabinsk im Halbfinale gegen Kayla Harrison. Im Finale bezwang sie die Französin Audrey Tcheuméo.
2015 gewann sie die Panamerikanischen Meisterschaften durch einen Finalsieg über Kayla Harrison. Bei den Panamerikanischen Spielen 2015 in Toronto begegneten sich die beiden Judokas wieder im Finale, diesmal siegte Harrison. Die US-Kämpferin bezwang Aguiar auch im Finale der Panamerikanischen Meisterschaften 2016. Bei den Olympischen Spielen 2016 in Rio de Janeiro unterlag Aguiar im Halbfinale der Französin Audrey Tcheuméo, den Kampf um Bronze gewann die Brasilianerin gegen die Kubanerin Yalennis Castillo. Ein Jahr später siegte sie bei den Judo-Weltmeisterschaften 2017 in Budapest im Viertelfinale gegen Audrey Tcheuméo. Im Halbfinale bezwang sie die Japanerin Ruika Satō und im Finale deren Landsfrau Mami Umeki.
Im April 2019 siegte sie bei den Panamerikanischen Meisterschaften in Lima. Im August gewann sie auch bei den Panamerikanischen Spielen, die ebenfalls in Lima ausgetragen wurden. Vierzehn Tage später besiegte sie im Viertelfinale der Weltmeisterschaften 2019 in Tokio die Kosovarin Loriana Kuka. Nach ihrer Halbfinalniederlage gegen die Französin Madeleine Malonga gewann Aguiar den Kampf um eine Bronzemedaille gegen die Portugiesin Patrícia Sampaio. Bei den Olympischen Spielen in Tokio unterlag sie im Viertelfinale der Deutschen Anna-Maria Wagner. Mit Siegen über die Russin Alexandra Babinzewa und die Südkoreanerin Yoon Hyun-ji erkämpfte Aguiar ihre dritte olympische Bronzemedaille.
2022 gewann Mayra Aguiar im Finale der Weltmeisterschaften in Taschkent gegen die Chinesin Ma Zhenzhao. Im September 2023 siegte Aguiar bei den Panamerikanischen Meisterschaften. Ende 2023 gewann sie das Grand-Slam-Turnier in Tokio. Bei den Olympischen Spielen 2024 in Paris schied Aguiar im Achtelfinale gegen die Italienerin Alice Bellandi aus.